# T-Mauer

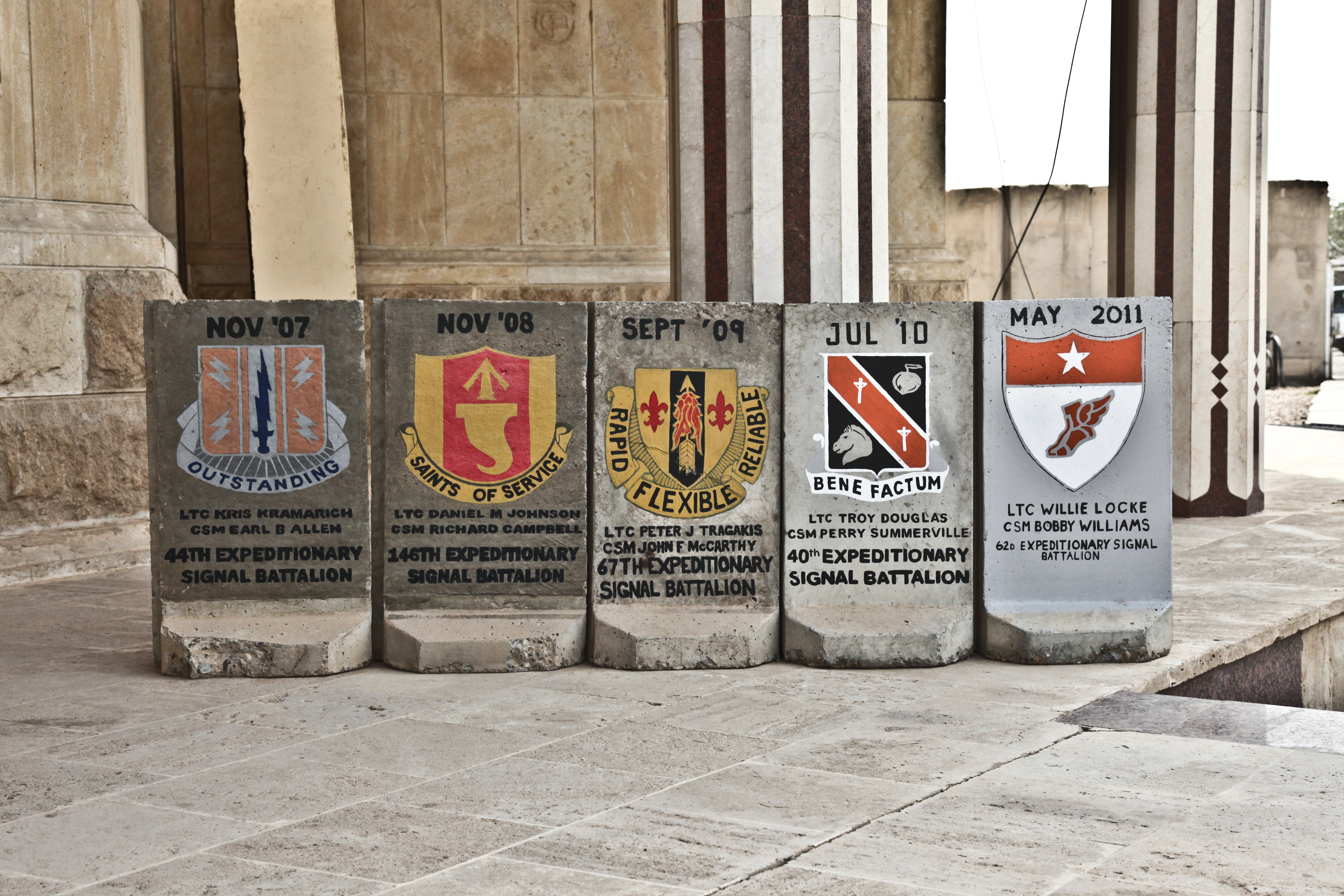
Eine kurze T-Mauer aus fünf Segmenten, die mit diversen Einheitsabzeichen bemalt sind; aufgenommen im Camp Liberty im Irak

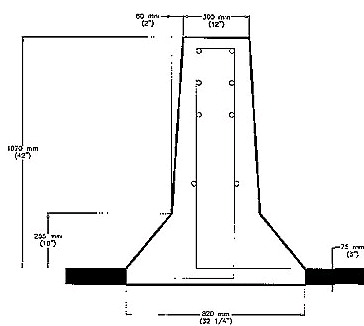
New Jersey Profil, Federal Highway Administration, USA

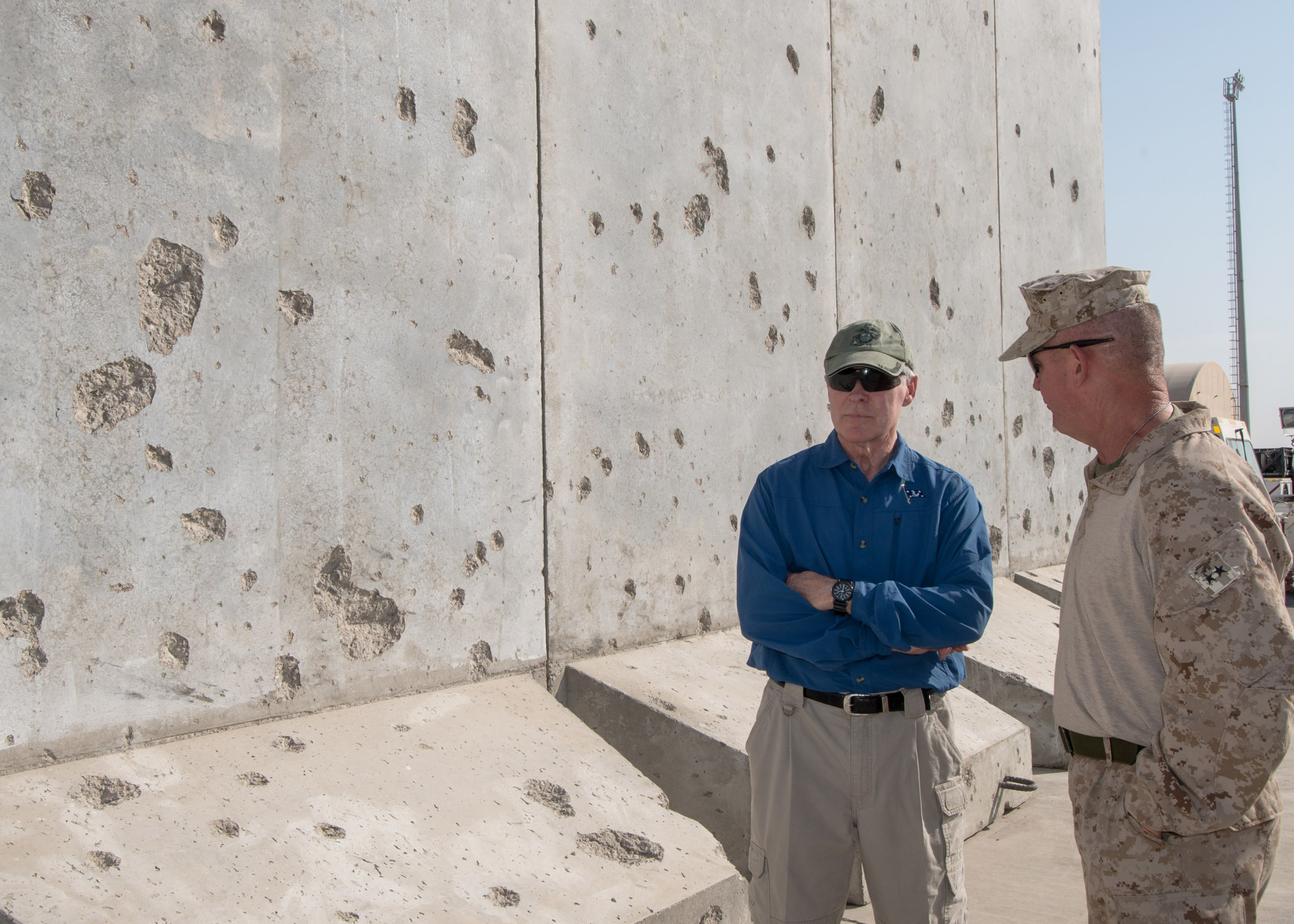
Beschädigte T-Mauer in Afghanistan, 2012

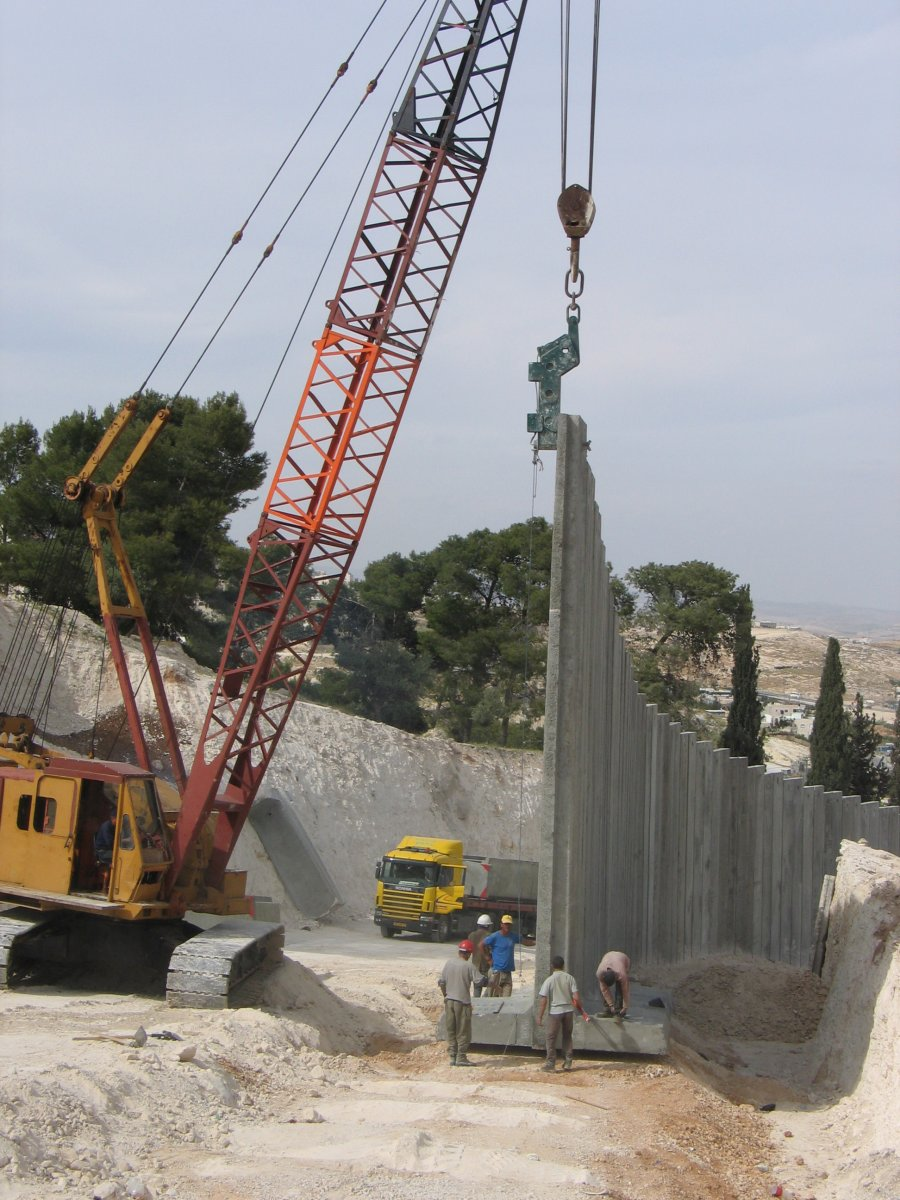
Errichtung einer ca. 9 Meter hohen T-Mauer in Israel, 2004. Die Basis der Mauer wird in den Boden eingelassen.

Eine T-Mauer (englisch T-Wall oder auch Bremer wall) ist eine spezifische Art von Schutzmauer, die aus Segmenten aus Stahlbeton besteht, deren Querschnitt grob an ein auf dem Kopf stehendes T erinnert. Die im Englischen verbreitete Bezeichnung „Bremer wall“ basiert auf dem Namen des US-Zivilverwalters für den Irak Paul Bremer, unter dessen Führung es dort zu umfangreichen Baumaßnahmen kam, die auch eine Vielzahl dieser „Bremer-Mauern“ einschlossen. Die Mauern werden sowohl zivil als auch militärisch genutzt.
Die Querschnittsgeometrie der Mauersegmente basiert grob auf der aus der Straßenverkehrssicherung bekannten Jersey-Barriere, wobei deren Höhe von 1,07 m (42 Inches) auf 3,7 m (12 Fuß) bis 6,1 m (20 Fuß) erhöht wird und die anderen Abmessungen entsprechend angepasst werden. Die Füße werden etwas flacher ausgeführt. Die 3,7 m hohen Mauern werden als „Texas-Barrieren“ und die 6,1 m hohen Mauern als „Alaska-Barrieren“ bezeichnet. Zur vereinfachten Fertigung wird die Querschnittsgeometrie mitunter als reines auf dem Kopf stehendes T ausgeführt, wobei dann alle Winkel 90° betragen. Die Seitenflächen der Segmente können glatt sein aber auch so ausgeformt werden, dass die einzelnen Segmente ineinandergreifen und sich so gegenseitig unterstützen und es in der Mauer auch keine Lücken zwischen den Segmenten mehr gibt. Um die Mauersegmente für den Transport maschinell anheben zu können, werden normalerweise Teile der Stahlarmierung als Öse durch den Beton nach außen geführt oder ein kleiner Durchbruch in der Nähe der Mauerkrone eingegossen.
Mauern dieses Typs können schneller errichtet werden und sind haltbarer als solche aus Sandsäcken oder Gabionen. Sie erhöhen den Schutz vor unabsichtlichen und absichtlichen Explosionen (sowohl Überdruck als auch Splitter), direktem Beschuss, Personen, Tieren, Landfahrzeugen, Wind und in geringerem Umfang auch Wasser. Der Schutz vor dem Überdruck einer Explosion besteht darin, dass in einem Bereich hinter der Mauer, der vier- bis sechsmal so breit ist, wie die Mauer hoch ist, der maximale Explosionsdruck reduziert wird. Bei Personen, Tieren und Landfahrzeugen kann die Mauer genutzt werden um deren Bewegungen zu begrenzen und zu lenken.
In größerem Umfang eingesetzt werden diese Art von Mauern in Israel, dem Irak und Afghanistan.